# Strumigenys hastyla
Strumigenys hastyla (лат.) — вид мелких земляных муравьёв из подсемейства Myrmicinae. Африка: Ангола, Бурунди, Габон, Камерун, Уганда.
Мелкие муравьи (около 2 мм) с сердцевидной головой, расширенной кзади. Проподеум угловатый с парой зубцов. Обладают длинными жвалами (длина головы HL 0,49-0,52 мм, ширина головы HW 0,36-0,38 мм, мандибулярный индекс MI 43-45). Головной дорзум с 6 отстоящими волосками. Глаза примерно с 15 омматидиями.
S. hastyla это один из трёх близкородственных видов из комплекса scotti-complex, вместе с таксонами Strumigenys scotti и Strumigenys zandala их объединяет форма жвал, цилиндрический скапус усиков, сравнительно крупные глаза.
Основная окраска желтовато-коричневая. Мандибулы длинные, узкие (с несколькими зубцами). Стебелёк между грудкой и брюшком состоит из двух члеников: петиолюса и постпетиолюса (последний четко отделен от брюшка), жало развито, куколки голые (без кокона). Специализированные охотники на коллембол. Вид был впервые описан в 1983 году английским мирмекологом Барри Болтоном.